# Molecube
Molecube är en typ av robot som består av flera lösa delar. Roboten kan ändra sitt utseende och egenskaper efter behov. Denna typ av robot har skapats av Hod Lipson och Victor Zykov vid Cornell University.